# 霍亚
霍亚（德語：Hoya，發音：[ˈhoːja] ⓘ）是德国下萨克森州威悉河畔宁堡县的城市，面积8.42平方千米，2023年12月31日人口为4,020人。